# 元宝月
元 宝月（元寶月、げん ほうげつ、502年 - 524年）は、北魏の皇族。臨洮王。字は子煥。

## 経歴
京兆王元愉と楊奥妃のあいだの子として生まれた。弟に元宝暉（幼主元釗の父）、元宝炬（西魏の文帝）がいる。508年（永平元年）に父が冀州で反乱を起こして敗死したため、宝月は兄弟たちとともに宗正寺に幽閉された。515年（延昌4年）、宣武帝が死去すると、宝月は幽閉を解かれ、清河王元懌の庇護を受けた。父の名誉が回復されて臨洮王に追封され、宝月はその封を嗣いだ。524年（正光5年）5月25日、邸で病没した。持節・都督秦州諸軍事・平西将軍・秦州刺史の位を追贈された。諡は孝王といった。

## 妻子

### 妻
- 蕭氏（南朝斉の平楽侯蕭子賢（蕭映の養子で、蕭晃の実子）の娘）

### 子
- 元蒨（字は長禕）
- 元森（字は仲蔚、臨洮王）

## 伝記資料
- 魏故平西元王墓誌銘（元宝月墓誌）